# Aladia

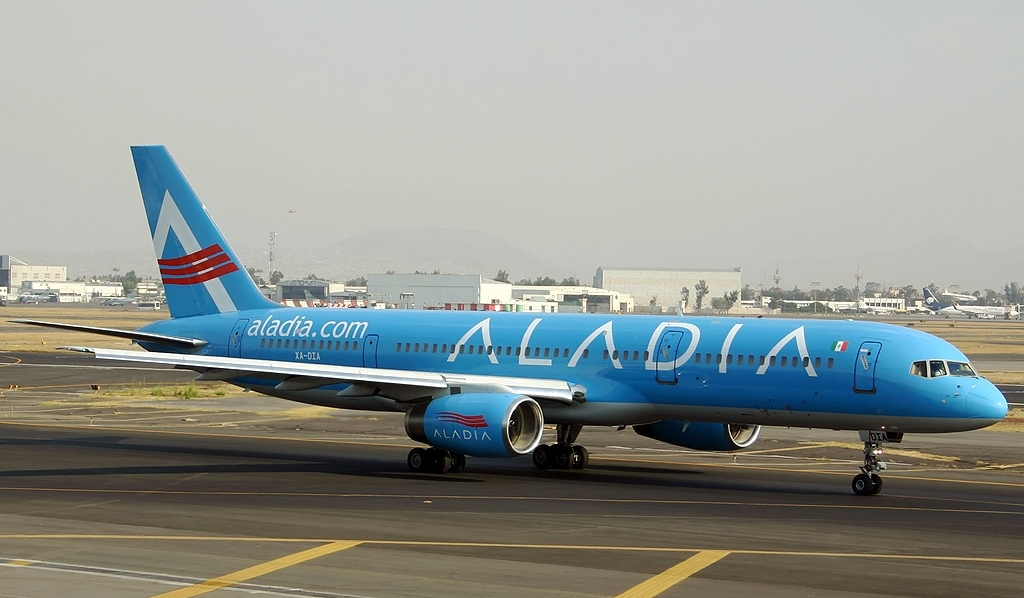
B-757 Aladia

Aladia tên đầy đủ là Aladia Airlines, S.A. de C.V. (mã ICAO = AYD là hãng hàng không của México, trụ sở ở Monterrey, (Nuevo León). Căn cứ chính của hãng ở Sân bay quốc tế General Mariano Escobedo.

## Lịch sử
Aladia được thành lập từ năm 2006 và bắt đầu hoạt động từ tháng 12/2007 bằng 4 máy bay Boeing 757-200 phục vụ các tuyến đường quốc nội và quốc tế.

## Các nơi đến
- Cộng hòa Dominican

- Punta Cana

- México

- Cancún
- Guadalajara
- Thành phố Mexico
- Monterrey
- Puebla
- Oaxaca
- Los Cabos
- Puerto Vallarta
- Mazatlan

- Hoa Kỳ

- Florida

- Orlando

- Nevada

- Las Vegas

- Colorado

- Eagle County

## Đội máy bay
(Tháng 4/2008):
- 4 Boeing 757-200